# 2006-os Radio Disney Music Awards
A 2006-os Radio Disney Music Awards a Radio Disney állomásán, Burbankban tartottak. Miley Cyrus nyerte a legtöbb díjat.

## Jelöltek és győztesek
| - Miley Cyrus - Kelly Clarkson - Rihanna - Vanessa Hudgens - Jesse McCartney - Chris Brown - Bow Wow - Billie Joe Armstrong - Miley Cyrus - Vanessa Hudgens - Alyson Michalka - Raven-Symoné - The Cheetah Girls - Aly & AJ - Jonas Brothers - B5 - Aly & AJ - Jonas Brothers - B5 - Everlife - "The Best of Both Worlds" – Miley Cyrus - "We're All in This Together" – High School Musical - "Breaking Free" – Vanessa Hudgens és Zac Efron - "SOS" – Rihanna - Miley Cyrus - Vanessa Hudgens - Zac Efron - Lucas Grabeel - "We're All in This Together" – High School Musical - "Get'cha Head In The Game" – B5 - "U Can’t Touch This" – MC Hammer - "We Are the Champions" – Crazy Frog - The Cheetah Girls - Chris Brown - B5 - High School Musical - "I Got Nerve" – Miley Cyrus - "Rush" – Aly & AJ - "Start Of Something New" – Vanessa Hudgens és Zac Efron - "Unwritten" – Natasha Bedingfield - "Too Little Too Late" – JoJo - "The Best of Both Worlds" – Miley Cyrus - "We're All in This Together" – High School Musical - "Breaking Free" – Vanessa Hudgens és Zac Efron | - Too Little Too Late" – JoJo - "Crazy" – Gnarls Barkley - "Gonna Make U Sweat" – C+C Music Factory - "So Sick" – Ne-Yo - "Breaking Free" – Vanessa Hudgens and Zac Efron - "Too Little Too Late" – JoJo - "Confessions of a Broken Heart (Daughter to Father)" – Lindsay Lohan - "We're All in This Together" – High School Musical - "Come Back to Me" – Vanessa Hudgens - "Year 3000" – Jonas Brothers - "The Best of Both Worlds" – Miley Cyrus - "Chemicals React" – Aly & AJ - "Get'cha Head In The Game" – B5 - "Start Of Something New" – Vanessa Hudgens and Zac Efron - "U Can’t Touch This" – MC Hammer - "Confessions of a Broken Heart (Daughter to Father)" – Lindsay Lohan - "Step Up" – The Cheetah Girls - "Start Of Something New" – Vanessa Hudgens és Zac Efron - "The Best of Both Worlds" – Miley Cyrus - "Too Little Too Late" – JoJo - "Life Is a Highway" – Rascal Flatts - "We're All in This Together" – High School Musical - "Breaking Free" – Vanessa Hudgens and Zac Efron - "Bop to the Top" – Ashley Tisdale and Lucas Grabeel - "Strut" – The Cheetah Girls - "Step Up" – The Cheetah Girls - "We're All in This Together" – High School Musical - "Beat of My Heart" – Hilary Duff - "Since U Been Gone" – Kelly Clarkson - "Too Little Too Late" – JoJo - "Confessions of a Broken Heart (Daughter to Father)" – Lindsay Lohan - "Come Back to Me" – Vanessa Hudgens - "The Best of Both Worlds" – Miley Cyrus - "We're All in This Together" – High School Musical - "Come Back to Me" – Vanessa Hudgens - "Confessions of a Broken Heart (Daughter to Father)" – Lindsay Lohan - Miley Cyrus - Vanessa Hudgens - Alyson Michalka - Raven-Symoné |

## Fordítás
- Ez a szócikk részben vagy egészben  a(z)   2006 Radio Disney Music Awards című angol Wikipédia-szócikk ezen változatának fordításán alapul.  Az eredeti cikk szerkesztőit annak laptörténete sorolja fel. Ez a jelzés csupán a megfogalmazás eredetét és a szerzői jogokat jelzi, nem szolgál a cikkben szereplő információk forrásmegjelöléseként.